# Éteignières
Éteignières ist eine französische Gemeinde mit 469 Einwohnern (Stand: 1. Januar 2022) im Département Ardennes in der Region Grand Est (bis 2015 Champagne-Ardenne). Sie gehört zum Arrondissement Charleville-Mézières, zum Kanton Rocroi und zum Gemeindeverband Ardennes Thiérache.

## Geografie
Die Gemeinde liegt im 2011 gegründeten Regionalen Naturpark Ardennen. Umgeben wird Éteignières von den Nachbargemeinden Auvillers-les-Forges im Südwesten, Neuville-lez-Beaulieu im Westen, Regniowez im Norden, Taillette im Nordosten, Maubert-Fontaine im Osten sowie von der im Kanton Signy-l’Abbaye gelegenen Gemeinde Girondelle im Süden.

## Bevölkerungsentwicklung
| Jahr                       | 1962 | 1968 | 1975 | 1982 | 1990 | 1999 | 2006 | 2018 |
| Einwohner                  | 497  | 454  | 409  | 385  | 355  | 406  | 447  | 511  |
| Quellen: Cassini und INSEE |      |      |      |      |      |      |      |      |

## Sehenswürdigkeiten

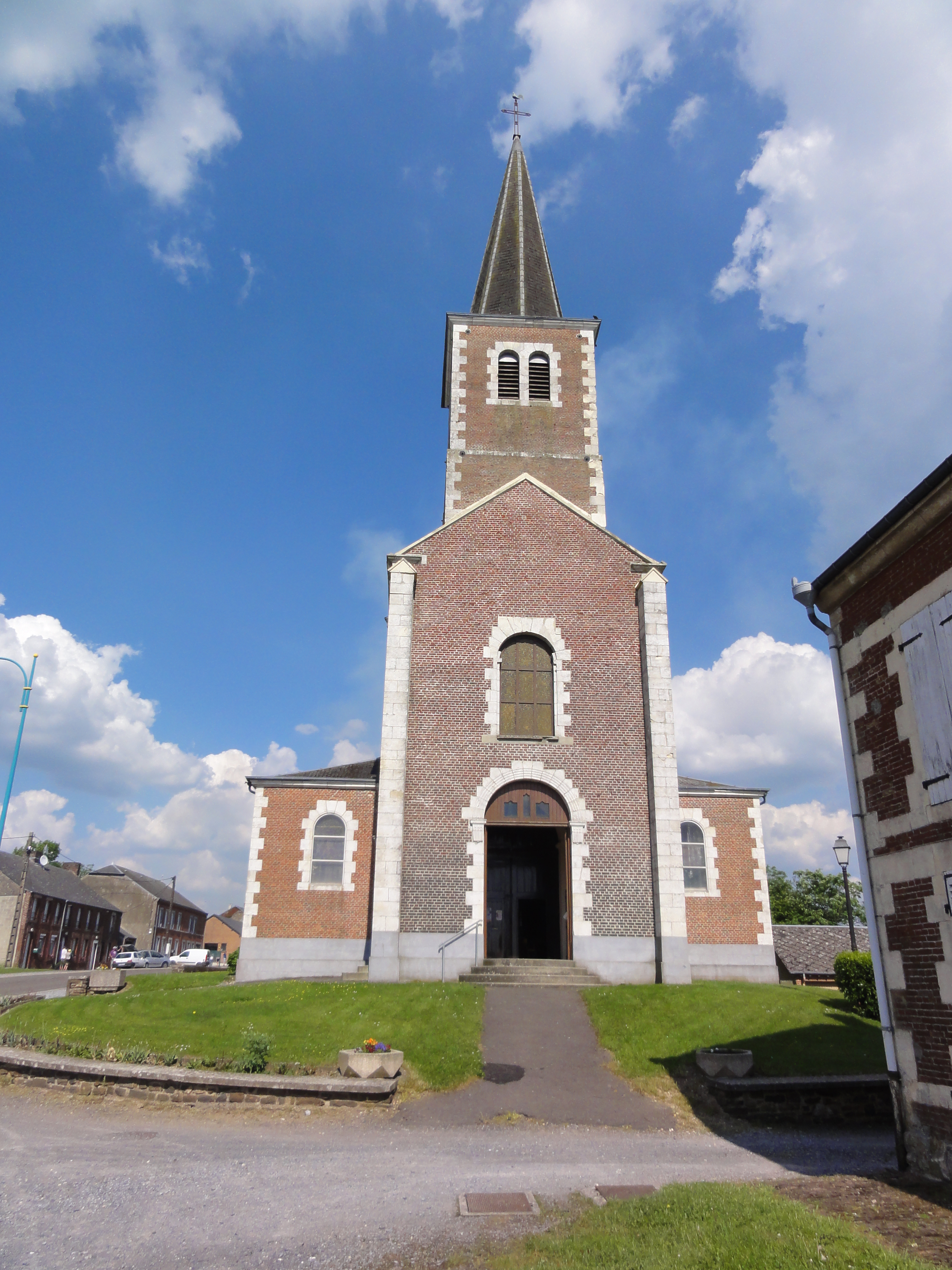
Kirche Sainte-Anne

- Kirche Sainte-Anne